# Plays the Theme from The V.I.P.s and Other Great Songs
Plays the Theme from The V.I.P.s and Other Great Songs — альбом музыкальных тем джазового пианиста Билла Эванса с оркестром под управлением Клауса Огермана, записанный в 1963 году для лейбла MGM.

## Приём
| Оценки критиков | Оценки критиков |
| Источник        | Оценка          |
| --------------- | --------------- |
| Allmusic        | [ 2 ]           |

Альбом был намеренно сделан коммерческим, и треки были исключены из сборника из 18 компакт-дисков The Complete Bill Evans on Verve, так как считалось, что они не имеют художественной ценности. Рецензент Allmusic поставил альбому 3,5 балла.

## Список треков
1. "Theme from "Mr. Novak"" (Лин Мюррей) - 2:04
2. "The Caretakers Theme" (Элмер Бернстайн) - 2:51
3. "More" (Риц Ортолани) - 2:40
4. "Walk on the Wild Side" (Бернстайн, Мак Дэвид) - 2:33
5. "The Days of Wine and Roses" (Генри Манчини, Джонни Мерсер) - 2:40
6. "Theme from "The V.I.P.s"" (Миклош Рожа) - 2:2
7. "Hollywood" (Билл Эванс, Клаус Огерман) - 3:35
8. "Sweet September" (Билл МакГаффи) - 2:16
9. "On Green Dolphin Street" (Бронислав Капер, Нед Вашингтон) - 2:42
10. "The Man with the Golden Arm" (Элмер Бернстайн, Сильвия Файн) - 2:32
11. "Laura" (Джонни Мерсер, Дэвид Раксин) - 2:31
12. "On Broadway" (Джерри Либер, Майк Столлер, Барри Манн, Синтия Вайль) - 2:32

- Записано в Нью-Йорке 6 мая 1963 года

## Музыканты
- Билл Эванс - фортепиано
- Неизвестный большой оркестр, струнные и хор
- Клаус Огерман - аранжировщик, дирижёр